# Vollèges
Vollèges (toponimo francese) è un comune svizzero di 1 942 abitanti del Canton Vallese, nel distretto di Entremont.

## Monumenti e luoghi d'interesse

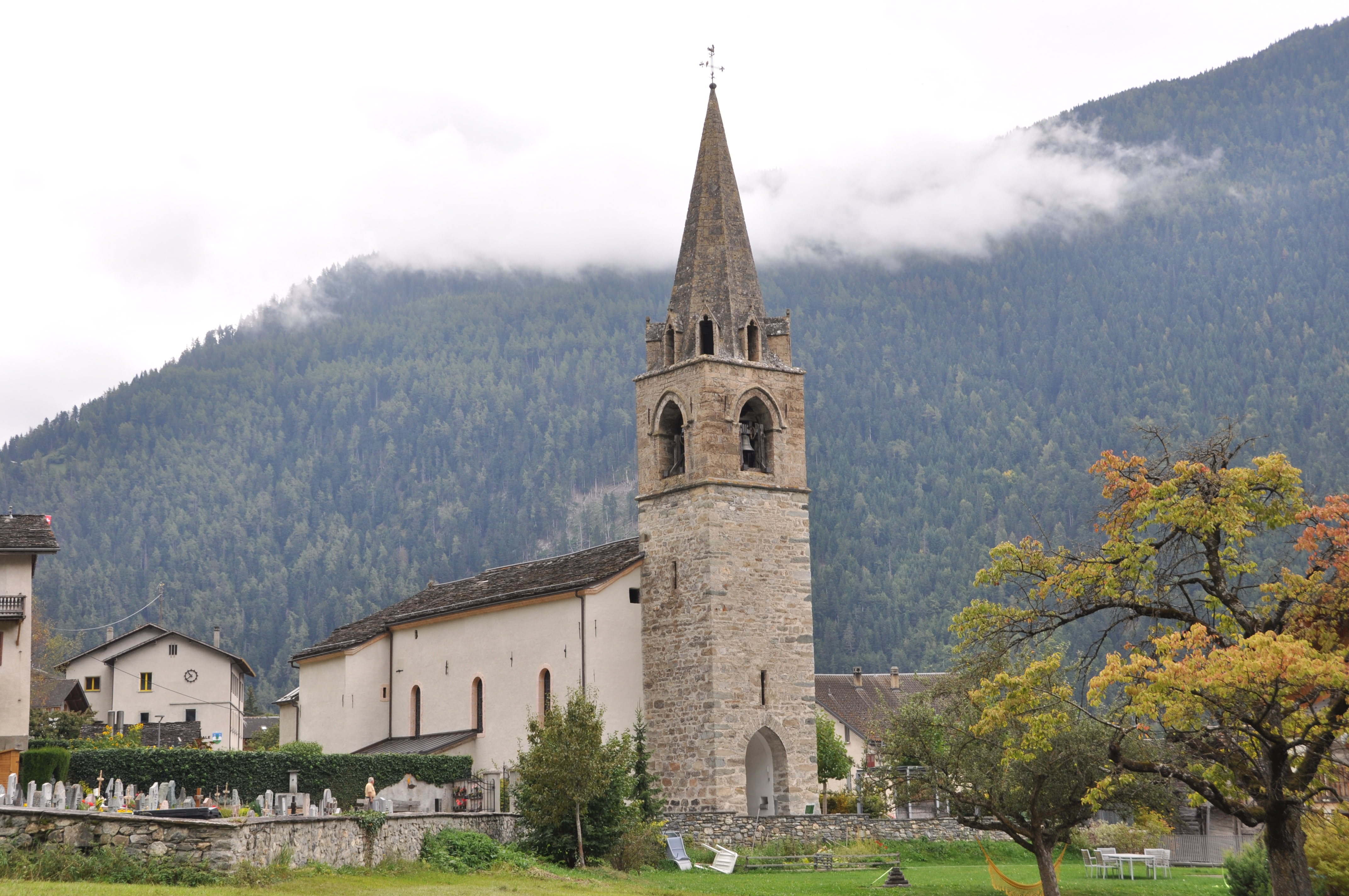
La chiesa di San Martino

- Chiesa parrocchiale cattolica di San Martino, eretta nell'XI-XII secolo e ricostruita nel 1730-1735[1].

## Società

### Evoluzione demografica
L'evoluzione demografica è riportata nella seguente tabella:
Abitanti censiti

## Infrastrutture e trasporti
Vollèges è servito dalla stazione di Etiez, sulla ferrovia Sembrancher-Le Châble.

## Amministrazione
Ogni famiglia originaria del luogo fa parte del cosiddetto comune patriziale e ha la responsabilità della manutenzione di ogni bene ricadente all'interno dei confini del comune.